# Zamecki Potok
Zamecki Potok – potok w południowo-zachodniej Polsce, w województwie opolskim, powiatach nyskim i prudnickim, gminach Głuchołazy i Prudnik. Dopływ rzeki Złoty Potok, długości 4,5 km.

## Przebieg
Źródła potoku znajdują się na granicy polsko-czeskiej, w Górach Opawskich, między Jodłowym Wzgórzem i Hraničnívrchem, na wysokości około 400 m n.p.m., na południe od wsi Pokrzywna. Płynie między Pokrzywną i Wieszczyną, odwadniając Biskupią Kopę. Przepływa przez Las Rosenau i w pobliżu Młyńskiej Góry. Na Zameckim Potoku na łąkach między Wieszczyną i Moszczanką, pod Trupiną, znajduje się siedlisko bobrów. Płynie wzdłuż Moszczanki, uchodząc do Złotego Potoku (dopływ rzeki Prudnik) we wsi Łąka Prudnicka. Jego dopływem jest potok Moszczaniecki.